# Cô giáo lắm chiêu
Cô giáo lắm chiêu (tựa gốc tiếng Anh: Bad Teacher) là một phim hài của Mỹ năm 2011 do Jake Kasdan đạo diễn dựa trên kịch bản từ Lee Eisenberg và Gene Stupnitsky. Phim có sự tham gia của Cameron Diaz, Justin Timberlake, Lucy Punch, Jason Segel và Phyllis Smith. Phim công chiếu tại Hoa Kỳ và Canada vào ngày 24 tháng 6 năm 2011 và tại Việt Nam ngày 29 tháng 7 năm 2011.